# هگزاکونازول
هگزاکونازول (به انگلیسی: Hexaconazole) یک ترکیب شیمیایی با شناسه پاب‌کم ۶۶۴۶۱ است. شکل ظاهری این ترکیب، جامد بلوری سفید است.